# Nyírcsászári megállóhely
Nyírcsászári megállóhely egy Szabolcs-Szatmár-Bereg vármegyei vasúti megállóhely, Nyírcsászári településen, melyet Nyírcsászári önkormányzata üzemeltet. A megállóhely jegypénztár nélküli, nincs jegykiadás.

## Vasútvonalak
Az állomást az alábbi vasútvonalak érintik:
- Apafa–Mátészalka-vasútvonal
- Nyíregyháza–Mátészalka–Zajta-vasútvonal

## Kapcsolódó állomások
A vasútállomáshoz az alábbi állomások vannak a legközelebb:
- Nyírbátor vasútállomás (Apafa–Mátészalka-vasútvonal, Nyíregyháza–Mátészalka–Zajta-vasútvonal)
- Hodász vasútállomás (Apafa–Mátészalka-vasútvonal, Nyíregyháza–Mátészalka–Zajta-vasútvonal)

## Forgalom
| Járat        | Útvonal | Gyakoriság     |
| ------------ | --- | -------------- |
| személyvonat | Debrecen – Debrecen-Csapókert – Apafa – Dombostanya – Hajdúsámson – Tamásipuszta – Aradványpuszta – Nyíradony – Nyírmihálydi – Nyírgelse – Nyírbogát – Nyírbátor – Nyírcsászári – Hodász – Nyírmeggyes – Mátészalka (– Kocsord – Kocsord alsó – Tunyogmatolcs – Tunyogmatolcs alsó – Fehérgyarmat) | 2 óránként     |
| személyvonat | Debrecen – Debrecen-Csapókert – Apafa – Dombostanya – Hajdúsámson – Tamásipuszta – Aradványpuszta – Nyíradony – Nyírmihálydi – Nyírgelse – Nyírbogát – Nyírbátor – Nyírcsászári – Hodász – Nyírmeggyes – Mátészalka – Nyírcsaholy – Nagyecsed – Tiborszállás                                       | Vasárnap 1 pár |
| személyvonat | Nyíregyháza – Nagykálló – Kállósemjén – Máriapócs – Nyírbátor – Nyírcsászári – Hodász – Nyírmeggyes – Mátészalka | Napi 4 pár     |